# Кубок Европы по баскетболу 2021/2022 (среди женщин)
Сезон 2021-22 являлся 20-м розыгрышем Кубка Европы среди баскетбольных женских клубных команд.

## Команды
ФИБА Европа объявила 21 июля 2021 года клубы, которые примут участие в Еврокубке среди женщин в сезоне 2021-22.
| Регулярный турнир         | Регулярный турнир               | Регулярный турнир                | Регулярный турнир                 |
| Конференция 1             | Конференция 1                   | Конференция 2                    | Конференция 2                     |
| ------------------------- | ------------------------------- | -------------------------------- | --------------------------------- |
| АСК Сепси СИК (ЕЛ Кв)     | АСК АЯП Гожув-Велькопольски (3) | Танго Бурж Баскет (ЕЛ Кв)        | БК Рош Вандея (6)                 |
| Кайсери Баскетбол (ЕЛ Кв) | Ника Сыктывкар (4)              | Валенсия Баскет (ЕЛ Кв)          | Рутроник Старс Кельтерн (Чемпион) |
| Горизонт Минск (Чемпион)  | Надежда Оренбург (5)            | БК Намюр Капиталь Намюр(Чемпион) | Виртус Болонья (4)                |
| Панатинаикос (Чемпион)    | Енисей (7)                      | Рояль Касторс Брен (2)           | МБК Ружомберок (Чемпион)          |
| Олимпиакос (2)            | ЖКК Црвена звезда (Чемпион)     | Кенгуру Баскет Мехелен (5)       | Герника KEСБ (4)                  |
| Юни Дьер (3)              | Несибе Айдын (3)                | Жабины Брно (3)                  | Эстудиантес (5)                   |
| ДВТК Мишкольц (4)         | Орман Генклик (5)               | КП Брно (4)                      | Тенерифе (6)                      |
| Нив Дэвид Рамла (3)       | ЧБК Мерсин Енишехир (6)         | ЛДЛК АСВЕЛ Фемени (4)            | БКФ Эльфик Фрибург (Чемпион)      |
| БК Польковице (2)         | БК Прометей (Чемпион)           | ЕСБ Вильнёв-д’Аск (5)            |                                   |
| Квалификационный турнир   |                                 |                                  |                                   |
| Конференция 1             | Конференция 1                   | Конференция 2                    | Конференция 2                     |
| ПАОК (5)                  | Польскипшетвори Быдгощ(4)       | Пантеры Льеж (4)                 | ЛАБ АСД Сассари (12)              |
| Элефтерия Мосхато(9)      | АЗС ЮМКС Люблин (5)             | Спёрс Кортрейк (6)               | ББК Гренгвальд Хуштерт (5)        |
| Ники Лефкас (10)          | С&К Видное (8)                  | Фламмес Кароло Баскет (7)        | Ульрикен Иглз (Чемпион)           |
| Людовика -ФКСМ Ксата (5)  | A3 Баскет Умео (3)              | Тарб Жесп Бигор (8)              | Клуб Униао Спортива (2)           |
| ПЕАК-Печ (6)              | Хатайспор (8)                   | Лондон Лайонс (Чемпион)          | Пьештянские чайки (2)             |
| Элицур Холон(4)           | Элязыг Ил Озал Идареспор (11)   | Хаукар (2)                       | Дуран Макинария Энсино (7)        |
|                           |                                 | Магнолия БР Кампобассо (9)       | КБ Канарские острова (8)          |

## Расписание турнира
| Тур                     | Раунд  | Дата             |
| ----------------------- | ------ | ---------------- |
| Жеребьевка              |        | 19 августа 2021  |
| Квалификационный турнир | Игра 1 | 23 сентябрь 2021 |
| Квалификационный турнир | Игра 2 | 30 сентябрь 2021 |
| Регулярный турнир       | Игра 1 | 14 октябрь 2021  |
| Регулярный турнир       | Игра 2 | 21 октябрь 2021  |
| Регулярный турнир       | Игра 3 | 28 октябрь 2021  |
| Регулярный турнир       | Игра 4 | 3 ноябрь 2021    |
| Регулярный турнир       | Игра 5 | 25 ноябрь 2021   |
| Регулярный турнир       | Игра 6 | 2 декабря 2021   |
| Раунд плей-офф          | Игра 1 | 15 декабря 2021  |
| Раунд плей-офф          | Игра 2 | 22 декабря 2021  |
| 1/16 финала             | Игра 1 | 13 января 2022   |
| 1/16 финала             | Игра 2 | 20 января 2022   |
| 1/8 финала              | Игра 1 | 27 января 2022   |
| 1/8 финала              | Игра 2 | 2 февраля 2022   |
| Четвертьфинал           | Игра 1 | 24 февраля 2022  |
| Четвертьфинал           | Игра 2 | 3 марта 2022     |
| Полуфинал               | Игра 1 | 10 марта 2022    |
| Полуфинал               | Игра 2 | 17 марта 2022    |
| Финал                   | Игра 1 | 30 марта 2022    |
| Финал                   | Игра 2 | 6 апреля 2022    |

## Жеребьевка
Жеребьевка состоялась в Фрайзинг, Германия 19 августа 2021 года.
Команды, разделенные на две географические конференции, в общей сложности в турнире приняло участие 61 клуб.
26 команд выходят в соревнование в стадии квалификации и четыре команды переходят из женской квалификации Евролиги.
Посев основан на рейтинге выступлений клуба в европейских клубных соревнованиях за последние три сезона.

### Конференция 1 квалификация
| Сеяные                                                                                                   | Не сеяные                                                                                        |
| --- | ------------------------------------------------------------------------------------------------ |
| - С&К Видное - Хатайспор - Элязыг Ил Озал Идареспор - ПЕАК-Печ - Польскипшетвори Быдгощ - A3 Баскет Умео | - Людовика -ФКСМ Ксата - АЗС ЮМКС Люблин - ПАОК - Элефтерия Мосхато - Ники Лефкас - Элицур Холон |

| Команда 1            | Итог    | Команда 2                | 1-й матч | 2-й матч |
| -------------------- | ------- | ------------------------ | -------- | -------- |
| Элицур Холон         | 111–166 | Хатайспор                | 59–76    | 52–90    |
| Элефтерия Мосхато    | 109–131 | Польскипшетвори Быдгощ   | 48–57    | 61–74    |
| АЗС ЮМКС Люблин      | 135–130 | С&К Видное               | 62–61    | 73–69    |
| ПАОК                 | 134–142 | Элязыг Ил Озал Идареспор | 58–62    | 76–80    |
| Ники Лефкас          | 127–152 | ПЕАК-Печ                 | 63–80    | 64–72    |
| Людовика -ФКСМ Ксата | 158–141 | A3 Баскет Умео           | 77–62    | 81–79    |

### Конференция 1 Регулярный сезон
| Корзина 1 | Корзина 2                                                                                        | Корзина 3                                                                                         | Корзина 4 |
| --- | ------------------------------------------------------------------------------------------------ | ------------------------------------------------------------------------------------------------- | --- |
| - 2 место Женская Евролига квалификация Конф 1 - 3 место Женская Евролига квалификация Конф 1 - Надежда Оренбург - БК Польковице - ЧБК Мерсин Енишехир - Орман Генклик | - ДВТК Мишкольц - АСК АЯП Гожув-Велькопольски - Олимпиакос - Юни Дьер - Енисей - Нив Дэвид Рамла | - БК Прометей - Ника Сыктывкар - Несибе Айдын - Панатинаикос - Горизонт Минск - ЖКК Црвена звезда | - Победитель ЕК Конф. 1 Квалификация 1 - Победитель ЕК Конф. 1 Квалификация 2 - Победитель ЕК Конф. 1 Квалификация 3 - Победитель ЕК Конф. 1 Квалификация 4 - Победитель ЕК Конф. 1 Квалификация 5 - Победитель ЕК Конф. 1 Квалификация 6 |

#### Группа A
| Поз | Команда           | И | В | П | ОЗ  | ОП  | РО  | О  | Квалификация           |  | ПОЛ | Ени | Хат | Пан |
| --- | ----------------- | - | - | - | --- | --- | --- | -- | ---------------------- |  | --- | --- | --- | --- |
| 1   | БК Польковице (С) | 6 | 5 | 1 | 482 | 418 | +64 | 11 | Раунд Плей-офф         |  | —   |     |     |     |
| 2   | Енисей (С)        | 6 | 3 | 3 | 446 | 455 | −9  | 9  | Раунд Плей-офф         |  |     | —   |     |     |
| 3   | Хатайспор         | 5 | 2 | 3 | 384 | 372 | +12 | 7  | Рейтинг Раунд Плей-офф |  |     |     | —   |     |
| 4   | Панатинаикос      | 5 | 1 | 4 | 320 | 387 | −67 | 6  |                        |  |     |     |     | —   |

#### Группа B
| Поз | Команда                  | И | В | П | ОЗ  | ОП  | РО  | О  | Квалификация           |  | Сеп | Про | Юни | Эля |
| --- | ------------------------ | - | - | - | --- | --- | --- | -- | ---------------------- |  | --- | --- | --- | --- |
| 1   | АСК Сепси СИК (С)        | 6 | 4 | 2 | 416 | 414 | +2  | 10 | Раунд Плей-офф         |  | —   |     |     |     |
| 2   | БК Прометей (С)          | 5 | 4 | 1 | 453 | 361 | +92 | 9  | Раунд Плей-офф         |  |     | —   |     |     |
| 3   | Юни Дьер                 | 6 | 2 | 4 | 433 | 489 | −56 | 8  | Рейтинг Раунд Плей-офф |  |     |     | —   |     |
| 4   | Элязыг Ил Озал Идареспор | 5 | 1 | 4 | 317 | 355 | −38 | 6  |                        |  |     |     |     | —   |

#### Группа C
| Поз | Команда                     | И | В | П | ОЗ  | ОП  | РО   | О  | Квалификация           |  | Мер | Гор | Люб | Гож |
| --- | --------------------------- | - | - | - | --- | --- | ---- | -- | ---------------------- |  | --- | --- | --- | --- |
| 1   | ЧБК Мерсин Енишехир (С)     | 5 | 5 | 0 | 433 | 300 | +133 | 10 | Раунд Плей-офф         |  | —   |     |     |     |
| 2   | Горизонт                    | 5 | 2 | 3 | 299 | 359 | −60  | 7  | Раунд Плей-офф         |  |     | —   |     |     |
| 3   | АЗС ЮМКС Люблин             | 5 | 2 | 3 | 343 | 347 | −4   | 7  | Рейтинг Раунд Плей-офф |  |     |     | —   |     |
| 4   | АСК АЯП Гожув-Велькопольски | 5 | 1 | 4 | 329 | 398 | −69  | 6  |                        |  |     |     |     | —   |

#### Группа D
| Поз | Команда           | И | В | П | ОЗ  | ОП  | РО  | О  | Квалификация           |  | Нес | Печ | Рам | Кай |
| --- | ----------------- | - | - | - | --- | --- | --- | -- | ---------------------- |  | --- | --- | --- | --- |
| 1   | Несибе Айдын (С)  | 6 | 5 | 1 | 496 | 397 | +99 | 11 | Раунд Плей-офф         |  | —   |     |     |     |
| 2   | ПЕАК-Печ (С)      | 6 | 3 | 3 | 429 | 456 | −27 | 9  | Раунд Плей-офф         |  |     | —   |     |     |
| 3   | Нив Дэвид Рамла   | 5 | 2 | 3 | 359 | 373 | −14 | 7  | Рейтинг Раунд Плей-офф |  |     |     | —   |     |
| 4   | Кайсери Баскетбол | 5 | 1 | 4 | 340 | 398 | −58 | 6  |                        |  |     |     |     | —   |

#### Группа E
| Поз | Команда                    | И | В | П | ОЗ  | ОП  | РО   | О  | Квалификация           |  | Над | Оли | ЦЗ | Быд |
| --- | -------------------------- | - | - | - | --- | --- | ---- | -- | ---------------------- |  | --- | --- | -- | --- |
| 1   | Надежда (С)                | 6 | 5 | 1 | 494 | 393 | +101 | 11 | Раунд Плей-офф         |  | —   |     |    |     |
| 2   | Олимпиакос (С)             | 6 | 5 | 1 | 504 | 437 | +67  | 11 | Раунд Плей-офф         |  |     | —   |    |     |
| 3   | ЖКК Црвена звезда          | 6 | 2 | 4 | 447 | 477 | −30  | 8  | Рейтинг Раунд Плей-офф |  |     |     | —  |     |
| 4   | Польскипшетвори Быдгощ (В) | 6 | 0 | 6 | 355 | 493 | −138 | 6  |                        |  |     |     |    | —   |

#### Группа F
| Поз | Команда              | И | В | П | ОЗ  | ОП  | РО  | О | Квалификация           |  | Орма | ДВТК | Ника | Каст |
| --- | -------------------- | - | - | - | --- | --- | --- | - | ---------------------- |  | ---- | ---- | ---- | ---- |
| 1   | Орман Генклик (С)    | 5 | 4 | 1 | 397 | 354 | +43 | 9 | Раунд Плей-офф         |  | —    |      |      |      |
| 2   | ДВТК Мишкольц (С)    | 5 | 3 | 2 | 342 | 322 | +20 | 8 | Раунд Плей-офф         |  |      | —    |      |      |
| 3   | Ника                 | 5 | 2 | 3 | 380 | 375 | +5  | 7 | Рейтинг Раунд Плей-офф |  |      |      | —    |      |
| 4   | Людовика -ФКСМ Ксата | 5 | 1 | 4 | 301 | 369 | −68 | 6 |                        |  |      |      |      | —    |

### Конференция 2 квалификация
| Сеяные | Не сеяные |
| --- | --- |
| - Фламмес Кароло Баскет - Тарб Жесп Бигор - Дуран Макинария Энсино - КБ Канарские острова - Пантеры Льеж - Клуб Униао Спортива - ББК Гренгвальд Хуштерт | - Магнолия БР Кампобассо - ЛАБ АСД Сассари - Спёрс Кортрейк - Пьештянские чайки - Лондон Лайонс - Хаукар - Ульрикен Иглз |

| Команда 1              | Итог    | Команда 2              | 1-й матч | 2-й матч |
| ---------------------- | ------- | ---------------------- | -------- | -------- |
| Хаукар                 | 160–157 | Клуб Униао Спортива    | 81–76    | 79–81    |
| Магнолия БР Кампобассо | 120–130 | Дуран Макинария Энсино | 65–64    | 55–66    |
| Ульрикен Иглз          | 112–169 | Пантеры Льеж           | 57–98    | 55–71    |
| Пьештянские чайки      | 116–152 | Фламмес Кароло Баскет  | 62–74    | 54–78    |
| Спёрс Кортрейк         | 80–184  | Тарб Жесп Бигор        | 41–96    | 39–88    |
| ЛАБ АСД Сассари        | 146–128 | ББК Гренгвальд Хуштерт | 85–67    | 61–61    |
| Лондон Лайонс          | 132–113 | КБ Канарские острова   | 76–46    | 56–67    |

### Конференция 2 Регулярный сезон
| Корзина 1 | Корзина 2 | Корзина 3 | Корзина 4 |
| --- | --- | --- | --- |
| - 2 место Женская Евролига квалификация Конф 2 - 3 место Женская Евролига квалификация Конф 2 - ЛДЛК АСВЕЛ Фемени - Рояль Касторс Брен - ЕСБ Вильнёв-д’Аск - Герника KEСБ | - БКФ Эльфик Фрибург - КП Брно - МБК Ружомберок - БК Рош Вандея - Рутроник Старс Кельтерн - БК Намюр Капиталь | - Тенерифе - Кенгуру Баскет Мехелен - Эстудиантес - Жабины Брно - Виртус Болонья - Победитель ЕК Конф. 2 Квалификация 1 | - Победитель ЕК Конф. 2 Квалификация 2 - Победитель ЕК Конф. 2 Квалификация 3 - Победитель ЕК Конф. 2 Квалификация 4 - Победитель ЕК Конф. 2 Квалификация 5 - Победитель ЕК Конф. 2 Квалификация 6 - Победитель ЕК Конф. 2 Квалификация 7 |

#### Группа G
| Поз | Команда               | И | В | П | ОЗ  | ОП  | РО   | О  | Квалификация           |  | Бурж | Эльф | Тнф | Дин |
| --- | --------------------- | - | - | - | --- | --- | ---- | -- | ---------------------- |  | ---- | ---- | --- | --- |
| 1   | Танго Бурж Баскет (С) | 6 | 6 | 0 | 595 | 304 | +291 | 12 | Раунд Плей-офф         |  | —    |      |     |     |
| 2   | БКФ Эльфик Фрибург    | 5 | 2 | 3 | 356 | 412 | −56  | 7  | Раунд Плей-офф         |  |      | —    |     |     |
| 3   | Тенерифе              | 5 | 2 | 3 | 371 | 365 | +6   | 7  | Рейтинг Раунд Плей-офф |  |      |      | —   |     |
| 4   | ЛАБ АСД Сассари (В)   | 6 | 1 | 5 | 343 | 584 | −241 | 7  |                        |  |      |      |     | —   |

#### Группа H
| Поз | Команда                   | И | В | П | ОЗ  | ОП  | РО  | О  | Квалификация           |  | РВ | ФКБ | Гер | Вир |
| --- | ------------------------- | - | - | - | --- | --- | --- | -- | ---------------------- |  | -- | --- | --- | --- |
| 1   | БК Рош Вандея (С)         | 6 | 5 | 1 | 446 | 402 | +44 | 11 | Раунд Плей-офф         |  | —  |     |     |     |
| 2   | Фламмес Кароло Баскет (С) | 6 | 3 | 3 | 413 | 371 | +42 | 9  | Раунд Плей-офф         |  |    | —   |     |     |
| 3   | Герника KEСБ              | 6 | 2 | 4 | 388 | 408 | −20 | 8  | Рейтинг Раунд Плей-офф |  |    |     | —   |     |
| 4   | Виртус Болонья (В)        | 6 | 2 | 4 | 366 | 432 | −66 | 8  |                        |  |    |     |     | —   |

#### Группа I
| Поз | Команда                | И | В | П | ОЗ  | ОП  | РО   | О  | Квалификация           |  | Вал | КБМ | Энс | Нам |
| --- | ---------------------- | - | - | - | --- | --- | ---- | -- | ---------------------- |  | --- | --- | --- | --- |
| 1   | Валенсия Баскет (С)    | 5 | 5 | 0 | 391 | 222 | +169 | 10 | Раунд Плей-офф         |  | —   |     |     |     |
| 2   | Кенгуру Баскет Мехелен | 5 | 2 | 3 | 300 | 311 | −11  | 7  | Раунд Плей-офф         |  |     | —   |     |     |
| 3   | Дуран Макинария Энсино | 5 | 2 | 3 | 277 | 309 | −32  | 7  | Рейтинг Раунд Плей-офф |  |     |     | —   |     |
| 4   | БК Намюр Капиталь      | 5 | 1 | 4 | 255 | 381 | −126 | 6  |                        |  |     |     |     | —   |

#### Группа J
| Поз | Команда               | И | В | П | ОЗ  | ОП  | РО   | О  | Квалификация           |  | АСВ | Эст | Руж | Льеж |
| --- | --------------------- | - | - | - | --- | --- | ---- | -- | ---------------------- |  | --- | --- | --- | ---- |
| 1   | ЛДЛК АСВЕЛ Фемени (С) | 6 | 5 | 1 | 489 | 303 | +186 | 11 | Раунд Плей-офф         |  | —   |     |     |      |
| 2   | Эстудиантес (С)       | 6 | 4 | 2 | 416 | 354 | +62  | 10 | Раунд Плей-офф         |  |     | —   |     |      |
| 3   | МБК Ружомберок (С)    | 6 | 3 | 3 | 370 | 418 | −48  | 9  | Рейтинг Раунд Плей-офф |  |     |     | —   |      |
| 4   | Пантеры Льеж (В)      | 6 | 0 | 6 | 303 | 503 | −200 | 6  |                        |  |     |     |     | —    |

#### Группа K
| Поз | Команда                 | И | В | П | ОЗ  | ОП  | РО  | О  | Квалификация           |  | Кас | ЖБ | Лон | РСК |
| --- | ----------------------- | - | - | - | --- | --- | --- | -- | ---------------------- |  | --- | -- | --- | --- |
| 1   | Рояль Касторс Брен (С)  | 6 | 5 | 1 | 436 | 386 | +50 | 11 | Раунд Плей-офф         |  | —   |    |     |     |
| 2   | Жабины Брно (С)         | 5 | 3 | 2 | 363 | 331 | +32 | 8  | Раунд Плей-офф         |  |     | —  |     |     |
| 3   | Лондон Лайонс           | 6 | 2 | 4 | 393 | 429 | −36 | 8  | Рейтинг Раунд Плей-офф |  |     |    | —   |     |
| 4   | Рутроник Старс Кельтерн | 5 | 1 | 4 | 333 | 379 | −46 | 6  |                        |  |     |    |     | —   |

#### Группа L
| Поз | Команда               | И | В | П | ОЗ  | ОП  | РО   | О  | Квалификация           |  | ВдА | ТЖБ | Брно | Хау |
| --- | --------------------- | - | - | - | --- | --- | ---- | -- | ---------------------- |  | --- | --- | ---- | --- |
| 1   | ЕСБ Вильнёв-д’Аск (С) | 6 | 5 | 1 | 474 | 290 | +184 | 11 | Раунд Плей-офф         |  | —   |     |      |     |
| 2   | Тарб Жесп Бигор (С)   | 6 | 5 | 1 | 402 | 354 | +48  | 11 | Раунд Плей-офф         |  |     | —   |      |     |
| 3   | КП Брно               | 6 | 2 | 4 | 332 | 395 | −63  | 8  | Рейтинг Раунд Плей-офф |  |     |     | —    |     |
| 4   | Хаукар (В)            | 6 | 0 | 6 | 282 | 451 | −169 | 6  |                        |  |     |     |      | —   |

### Рейтинг команд из 3 мест

#### Конференция 1
| Поз | Гр. | Команда           | И | В | П | ОЗ  | ОП  | РО  | О | Квалификация   |
| --- | --- | ----------------- | - | - | - | --- | --- | --- | - | -------------- |
| 1   | F   | Ника              | 6 | 3 | 3 | 462 | 422 | +40 | 9 | Раунд Плей-офф |
| 2   | D   | ПЕАК-Печ          | 6 | 3 | 3 | 429 | 456 | −27 | 9 | Раунд Плей-офф |
| 3   | A   | Хатайспор         | 6 | 2 | 4 | 457 | 457 | 0   | 8 | Раунд Плей-офф |
| 4   | E   | ЖКК Црвена звезда | 6 | 2 | 4 | 447 | 477 | −30 | 8 | Раунд Плей-офф |
| 5   | B   | Юни Дьер          | 6 | 2 | 4 | 433 | 489 | −56 | 8 |                |
| 6   | C   | Горизонт          | 6 | 2 | 4 | 360 | 429 | −69 | 8 |                |

#### Конференция 2
| Поз | Гр. | Команда                | И | В | П | ОЗ  | ОП  | РО  | О | Квалификация   |
| --- | --- | ---------------------- | - | - | - | --- | --- | --- | - | -------------- |
| 1   | J   | МБК Ружомберок         | 6 | 3 | 3 | 370 | 418 | −48 | 9 | Раунд Плей-офф |
| 2   | G   | Тенерифе               | 6 | 2 | 4 | 449 | 447 | +2  | 8 | Раунд Плей-офф |
| 3   | H   | Герника KEСБ           | 6 | 2 | 4 | 388 | 408 | −20 | 8 | Раунд Плей-офф |
| 4   | K   | Лондон Лайонс          | 6 | 2 | 4 | 393 | 429 | −36 | 8 | Раунд Плей-офф |
| 5   | I   | Дуран Макинария Энсино | 6 | 2 | 4 | 330 | 369 | −39 | 8 |                |
| 6   | L   | КП Брно                | 6 | 2 | 4 | 332 | 395 | −63 | 8 |                |

## Раунд Плей-офф

### Плей-офф 1/32 финала
| Команда 1              | Итог    | Команда 2           | 1-й матч | 2-й матч |
| ---------------------- | ------- | ------------------- | -------- | -------- |
| Лондон Лайонс          | 130–160 | Танго Бурж Баскет   | 65–64    | 65–96    |
| ЖКК Црвена звезда      | 114–176 | Валенсия Баскет     | 63–80    | 51–96    |
| Герника KEСБ           | 123–128 | ЧБК Мерсин Енишехир | 83–59    | 40–69    |
| Хатайспор              | 109–209 | ЛДЛК АСВЕЛ Фемени   | 63–110   | 46–99    |
| Тенерифе               | 105–168 | ЕСБ Вильнёв-д’Аск   | 56–93    | 49–75    |
| БКФ Эльфик Фрибург     | 136–181 | БК Прометей         | 82–96    | 54–85    |
| МБК Ружомберок         | 137–166 | Надежда             | 86–86    | 51–80    |
| ПЕАК-Печ               | 139–145 | Несибе Айдын        | 68–71    | 71–74    |
| Енисей                 | 139–169 | Олимпиакос          | 70–85    | 69–84    |
| Кенгуру Баскет Мехелен | 136–143 | БК Польковице       | 83–70    | 53–73    |
| Нив Дэвид Рамла        | 154–172 | Рояль Касторс Брен  | 75–86    | 79–86    |
| АЗС ЮМКС Люблин        | 135–110 | Тарб Жесп Бигор     | 72–55    | 63–55    |
| Ника                   | 211–172 | БК Рош Вандея       | 103–74   | 108–98   |
| Фламмес Кароло Баскет  | 135–132 | Эстудиантес         | 75–78    | 60–54    |
| АСК Сепси СИК          | 121–152 | Орман Генклик       | 52–80    | 69–72    |
| ДВТК Мишкольц          | 126–137 | Жабины Брно         | 57–61    | 69–76    |

### Плей-офф 1/16 финала
| Команда 1             | Итог    | Команда 2           | 1-й матч | 2-й матч |
| --------------------- | ------- | ------------------- | -------- | -------- |
| Жабины Брно           | 104–173 | Танго Бурж Баскет   | 49–79    | 55–94    |
| Орман Генклик         | 141–152 | Валенсия Баскет     | 68–66    | 73–86    |
| Фламмес Кароло Баскет | 112–174 | ЧБК Мерсин Енишехир | 64–95    | 48–79    |
| АЗС ЮМКС Люблин       | 158–142 | ЕСБ Вильнёв-д’Аск   | 73–83    | 85–59    |
| Рояль Касторс Брен    | 148–172 | БК Прометей         | 92–93    | 56–79    |
| БК Польковице         | 162–140 | Надежда             | 75–72    | 87–68    |
| Олимпиакос            | 166–151 | Несибе Айдын        | 79–83    | 87–68    |
| Ника                  | 63–96   | ЛДЛК АСВЕЛ Фемени   | 63–76    | 0-20     |

### Плей-офф 1/8 финала
| Команда 1           | Итог    | Команда 2         | 1-й матч | 2-й матч |
| ------------------- | ------- | ----------------- | -------- | -------- |
| ЧБК Мерсин Енишехир |         | БК Прометей       |          |          |
| АЗС ЮМКС Люблин     |         | ЛДЛК АСВЕЛ Фемени |          |          |
| БК Польковице       | 143–148 | Валенсия Баскет   | 77–85    | 66-63    |
| Олимпиакос          |         | Танго Бурж Баскет |          |          |